# Liceo Mexicano Japonés
El Liceo Mexicano Japonés, A.C. (社団法人日本メキシコ学院 Shadan Hōjin Nihon Mekishiko Gakuin o 日墨学院 Nichiboku Gakuin) es un colegio japonés internacional ubicado en la colonia Pedregal de San Ángel camino a santa Teresa, en la delegación Álvaro Obregón de la Ciudad de México. Imparte clases para alumnos japoneses y no japoneses de preescolar, primaria, secundaria y preparatoria.
Es la primera institución educativa japonesa transnacional creada para las comunidades nikkei (japoneses nacidos fuera de Japón). María Dolores Mónica Palma Mora, autora de De tierras extrañas: un estudio sobre la inmigración en México, 1950-1990, afirma que el liceo «es una institución central en la vida» de los japoneses que habitan en la Ciudad de México. Chizuko Watanabe Hougen (千鶴子 ホーゲン・渡邊 ), autora de la tesis de maestría The Japanese Immigrant Community in Mexico Its History and Present (en español: La comunidad de inmigrantes japoneses en México su historia y presente) en la Universidad Estatal de California de Los Ángeles, opina que los padres japoneses seleccionan esta escuela para «mantener su identidad étnica y su orgullo e implantar [en sus hijos] un patrimonio espiritual que ellos afirman es la base para el éxito»; además, la escuela sirve como punto de contacto con otros niños nikkei, lo que les permite establecer vínculos y estrechar relaciones.
A partir de 1983, el funcionamiento y los problemas que ha enfrentado la administración del liceo han sido objeto de estudio de japoneses y miembros de otras comunidades nikkei.

## Historia
La apertura del liceo requirió más de una década de preparativos. El liceo resultó de la fusión de una preparatoria y tres escuelas a tiempo parcial que eran operadas por miembros de la comunidad nikkei. El proceso de fusión se inició en 1974.
Dentro de la comunidad nikkei del Distrito Federal, la propuesta de construir la escuela generó muchas controversias; Watanabe opina que la importancia del liceo está establecida por el hecho de que su creación y manejo causó muchos conflictos entre los miembros de la comunidad nikkei. Debido a esto, doce policías protegieron la junta anual de la comunidad nikkei de 1967, contra disturbios y amenazas de violencia. Watanabe afirma que después de que terminó la construcción del liceo, «el antagonismo disminuyó y la unidad de la comunidad parece prevalecer hasta la actualidad».
La planeación de la escuela comenzó después de una visita a México de Kakuei Tanaka, primer ministro de Japón. El Gobierno de Japón donó 300 millones de yenes para la construcción en 1975; más adelante, Kakuei Tanaka colocó la primera piedra del edificio.
Carlos Kasuga Osaka fundó y presidió el liceo. La escuela abrió sus puertas en 1977, después de ser inaugurada por el Presidente de México, Luis Echeverría Álvarez, y por el Secretario de Educación Pública de México, Porfirio Muñoz Ledo. Los gobiernos de México y Japón acreditaron la escuela. Los nisei de la Ciudad de México eran los más interesados en la creación de la escuela, porque querían que sus hijos conservaran la herencia cultural japonesa. La preparatoria abrió en 1984 y Takeo Fukuda, ex primer ministro de Japón, visitó el liceo.
Con el tiempo el alumnado creció y llegó a 1000 estudiantes, incluyendo mexicanos, nikkeijin, hijos de diplomáticos y de hombres de negocios japoneses que residen en México.
Daniel M. Masterson, autor de The Japanese in Latin America (Los japoneses de América Latina), afirma que la escuela se convirtió en una de las más prestigiosas de México. El Mexico Journal aseguró que debido a que los hijos del Presidente de México, Carlos Salinas de Gortari, eran estudiantes del liceo, las personas en Japón pensaban que era la mejor escuela en México. Salinas de Gortari dijo que seleccionó el liceo porque la cultura japonesa «hace énfasis en el diseño y la disciplina». En ese momento el gobierno mexicano estaba incrementando los tratos comerciales con Japón, y la influencia de ese país se incrementó en México. Las autoridades mexicanas tenían la intención de atraer la inversión japonesa.
En 1997, el liceo expulsó a un estudiante de preparatoria que fue acusado de violar a una estudiante de primaria, sin embargo, el Consejo de Menores lo declaró no culpable. La Procuraduría Federal del Consumidor multó al liceo con 15 870 pesos porque le canceló un viaje de estudios al acusado a pesar de que no se había demostrado su culpabilidad. En noviembre de ese año hubo acusaciones de que funcionarios del gobierno que tenían hijos estudiando en la escuela ejercieron presión para que se expulsara al estudiante.
En 1997 la ciudad de Nagoya, durante el 20.º aniversario de la relación de ciudad hermana con la Ciudad de México, estableció un intercambio con el liceo. Cada año el liceo envía un grupo de intercambio cultural a Nagoya.

## Campus

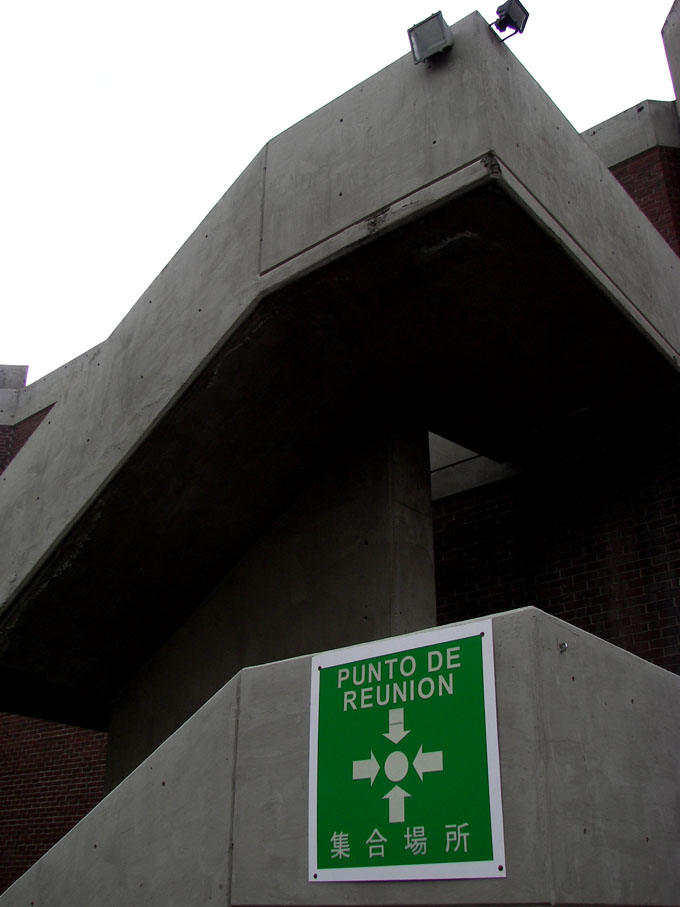
El campus tiene letreros en español y japonés

El liceo tiene una superficie de 36 880,93 m². El gobierno japonés comisionó el diseño del edificio. Los encargados de la construcción fueron dos arquitectos mexicanos, Pedro Ramírez Vázquez y Manuel Rosen Morrison. También colaboró el arquitecto Rafael Espinoza. El liceo cuenta con instalaciones habilitadas para practicar varios deportes, entre ellos, aikido, basquetbol, karate y kendo.
El muro exterior del gimnasio tiene una pintura creada bajo la dirección de Teiko Nishimori (西森 禎子 Nishimori Teiko), una artista de Yokohama.  La obra fue realizada por 20 estudiantes del liceo y 14 niños visitantes de Japón.

## Demografía
De acuerdo a los datos de inscripciones de 1981, el liceo tenía en su sección mexicana 150 estudiantes de preescolar, 140 estudiantes de primaria, 166 estudiantes de secundaria y 60 estudiantes de preparatoria. Mientras tanto, en su sección japonesa el liceo contaba con 282 estudiantes de primaria y 58 estudiantes de secundaria.
La mayoría de los estudiantes no nikkei provienen de familias ricas e intelectuales. Según Watanabe, esto se debe a la ubicación de la institución, su carácter privado y a la alta calidad de educación.
Por otra parte, algunas familias nikkei que viven en otros estados mexicanos envían a sus hijos a vivir con parientes en el Distrito Federal para que puedan asistir al instituto.

## Plan de estudios y aspectos académicos

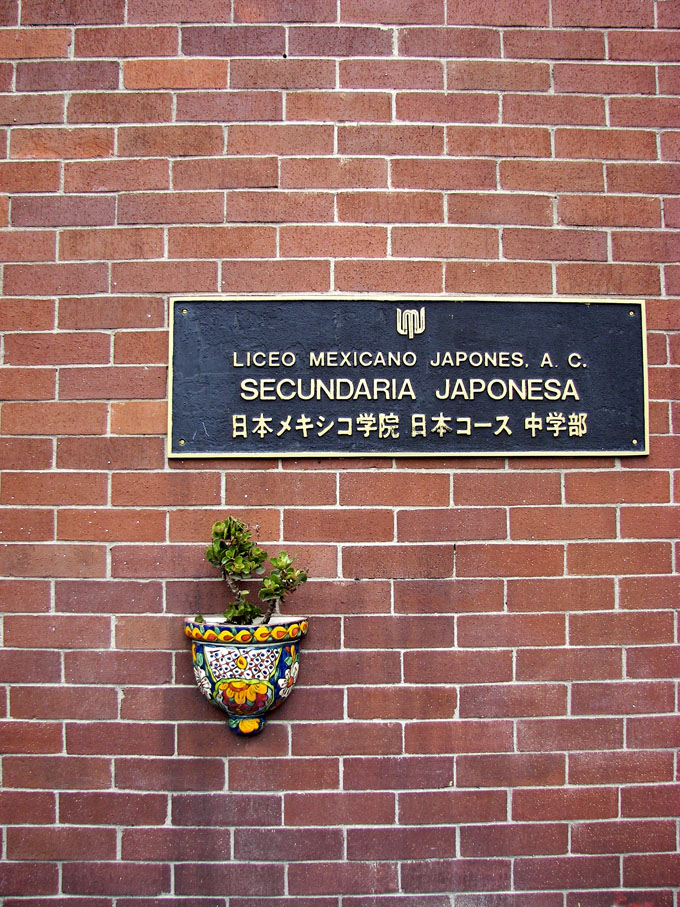
La escuela secundaria de la sección japonesa

El liceo tiene una sección para mexicanos con clases en español y un plan de estudios de acuerdo a lo que determinan la Secretaría de Educación Pública (SEP) y la Universidad Nacional Autónoma de México (UNAM), y una sección para japoneses, con clases en japonés y un plan de estudios acorde al Ministerio de Educación, Cultura, Deportes, Ciencia y Tecnología de Japón (MEXT). La mayoría de las clases en la sección para mexicanos se imparten en español. Cada estudiante nikkei tiene 10 horas de clases en idioma japonés por semana. Las clases incluyen artes, caligrafía japonesa, judo, karate, música y la ceremonia del té.
En el Ranking de las Mejores Prepas de la Ciudad de México de 2012, realizado por el periódico Reforma, el liceo obtuvo la calificación más alta entre 67 escuelas privadas de la ciudad evaluadas por más de 380 académicos y directivos de universidades. En el ranking del 2014 del mismo periódico, el liceo obtuvo una calificación de 8,80, la más alta entre las 80 escuelas privadas evaluadas por 558 académicos y gerentes de diferentes instituciones.

## Actividades extracurriculares
Para fomentar la socialización, la escuela organiza eventos deportivos y picnics. Los eventos e intercambios se realizan para reunir a los alumnos mexicanos y japoneses. Entre los festivales del liceo se incluyen el festival del Año Nuevo, Día de la Independencia, Día de Muertos, Epifanía (Día de Reyes), Las Posadas, el Día de la amistad, el Día del estudiante y el Día del Niño. Los festivales tienen la intención de difundir la historia de México y Japón.
El liceo organiza eventos escolares japoneses. Los undōkai (運動会 "eventos atléticos" Q) son los más grandes y Watanabe dijo que son también eventos comunitarios. El liceo también organiza ensoku (遠足 "excursiones") y gakugeikai (学芸会 "programas culturales", Q).